# Baher Elmohamady
Baher Morsy Elmohamady (in arabo باهر المحمدى‎?; Ismailia, 1º novembre 1996) è un calciatore egiziano, difensore dell'Al-Masry.

## Caratteristiche tecniche
Elmohamady è un difensore centrale, in grado di agire da terzino destro.

## Carriera

### Club
Muove i suoi primi passi nelle giovanili dell'Ismaily. Voluto da Mido, che lo aveva allenato all'Ismaily, il 7 gennaio 2016 passa in prestito per sei mesi allo Zamalek. A causa di una folta concorrenza in rosa, unita all'esonero di Mido a febbraio, termina la stagione senza scendere in campo.

### Nazionale
Esordisce in nazionale l'8 settembre 2018 contro il Niger, incontro di qualificazione alla Coppa d'Africa 2019. L'11 giugno 2019 viene incluso dal CT Javier Aguirre nella lista dei 23 convocati per la Coppa d'Africa 2019. Riserva di Alaa e Hegazy, esordisce nella competizione il 30 giugno contro l'Uganda, terzo incontro della fase a gironi. Il cammino della squadra si interrompe agli ottavi di finale contro il Sudafrica.

## Statistiche

### Presenze e reti nei club
Statistiche aggiornate al 1º gennaio 2024.
| Stagione        | Squadra         | Campionato      | Campionato | Campionato | Coppe nazionali | Coppe nazionali | Coppe nazionali | Coppe continentali | Coppe continentali | Coppe continentali | Altre coppe | Altre coppe | Altre coppe | Totale | Totale |
| Stagione        | Squadra         | Comp            | Pres       | Reti       | Comp            | Pres            | Reti            | Comp               | Pres               | Reti               | Comp        | Pres        | Reti        | Pres   | Reti   |
| --------------- | --------------- | --------------- | ---------- | ---------- | --------------- | --------------- | --------------- | ------------------ | ------------------ | ------------------ | ----------- | ----------- | ----------- | ------ | ------ |
| 2014-2015       | Ismaily         | PL              | 1          | 0          | CE              | 0               | 0               | -                  | -                  | -                  | -           | -           | -           | 1      | 0      |
| 2015-gen. 2016  | Ismaily         | PL              | 0          | 0          | CE              | 1               | 0               | -                  | -                  | -                  | -           | -           | -           | 1      | 0      |
| gen.-giu. 2016  | Zamalek         | PL              | 0          | 0          | CE              | 0               | 0               | CCL                | 0                  | 0                  | SE          | -           | -           | 0      | 0      |
| 2016-2017       | Ismaily         | PL              | 21         | 2          | CE              | 1               | 0               | -                  | -                  | -                  | -           | -           | -           | 22     | 2      |
| 2017-2018       | Ismaily         | PL              | 19         | 0          | CE              | 2               | 0               | -                  | -                  | -                  | -           | -           | -           | 21     | 0      |
| 2018-2019       | Ismaily         | PL              | 29         | 0          | CE              | 1               | 0               | ACC+CCL            | 4+7                | 0+2                | -           | -           | -           | 41     | 2      |
| 2019-2020       | Ismaily         | PL              | 17         | 2          | CE              | 0               | 0               | ACC                | 2                  | 0                  | -           | -           | -           | 19     | 2      |
| 2020-2021       | Ismaily         | PL              | 13         | 0          | CE              | 0               | 0               | -                  | -                  | -                  | -           | -           | -           | 13     | 0      |
| 2021-2022       | Ismaily         | PL              | 25         | 5          | CE              | 1               | 0               | -                  | -                  | -                  | -           | -           | -           | 26     | 5      |
| 2022-2023       | Ismaily         | PL              | 28         | 2          | CE              | 0               | 0               | -                  | -                  | -                  | -           | -           | -           | 28     | 2      |
| Totale Ismaily  | Totale Ismaily  | Totale Ismaily  | 153        | 11         |                 | 6               | 0               |                    | 13                 | 2                  |             | -           | -           | 172    | 13     |
| 2023-2024       | Al-Masry        | PL              | 7          | 1          | CE              | 0               | 0               | -                  | -                  | -                  | -           | -           | -           | 7      | 1      |
| Totale carriera | Totale carriera | Totale carriera | 160        | 12         |                 | 6               | 0               |                    | 13                 | 2                  |             | -           | -           | 179    | 14     |

### Cronologia presenze e reti in nazionale
| Cronologia completa delle presenze e delle reti in nazionale ― Egitto | Cronologia completa delle presenze e delle reti in nazionale ― Egitto | Cronologia completa delle presenze e delle reti in nazionale ― Egitto | Cronologia completa delle presenze e delle reti in nazionale ― Egitto | Cronologia completa delle presenze e delle reti in nazionale ― Egitto | Cronologia completa delle presenze e delle reti in nazionale ― Egitto | Cronologia completa delle presenze e delle reti in nazionale ― Egitto | Cronologia completa delle presenze e delle reti in nazionale ― Egitto |
| Data                                                                  | Città                                                                 | In casa                                                               | Risultato                                                             | Ospiti                                                                | Competizione                                                          | Reti                                                                  | Note                                                                  |
| --------------------------------------------------------------------- | --------------------------------------------------------------------- | --------------------------------------------------------------------- | --------------------------------------------------------------------- | --------------------------------------------------------------------- | --------------------------------------------------------------------- | --------------------------------------------------------------------- | --------------------------------------------------------------------- |
| 8-9-2018                                                              | Alessandria d'Egitto                                                  | Egitto                                                                | 6 – 0                                                                 | Niger                                                                 | Qual. Coppa d'Africa 2019                                             | -                                                                     | 79’                                                                   |
| 12-10-2018                                                            | Il Cairo                                                              | Egitto                                                                | 4 – 1                                                                 | eSwatini                                                              | Qual. Coppa d'Africa 2019                                             | -                                                                     |                                                                       |
| 16-10-2018                                                            | Manzini                                                               | eSwatini                                                              | 0 – 2                                                                 | Egitto                                                                | Qual. Coppa d'Africa 2019                                             | -                                                                     |                                                                       |
| 16-11-2018                                                            | Alessandria d'Egitto                                                  | Egitto                                                                | 3 – 2                                                                 | Tunisia                                                               | Qual. Coppa d'Africa 2019                                             | 1                                                                     |                                                                       |
| 26-3-2019                                                             | Asaba                                                                 | Nigeria                                                               | 1 – 0                                                                 | Egitto                                                                | Amichevole                                                            | -                                                                     |                                                                       |
| 16-6-2019                                                             | Alessandria d'Egitto                                                  | Egitto                                                                | 3 – 1                                                                 | Guinea                                                                | Amichevole                                                            | -                                                                     |                                                                       |
| 30-6-2019                                                             | Il Cairo                                                              | Uganda                                                                | 0 – 2                                                                 | Egitto                                                                | Coppa d'Africa 2019 - 1º turno                                        | -                                                                     |                                                                       |
| 7-11-2019                                                             | Alessandria d'Egitto                                                  | Egitto                                                                | 1 – 0                                                                 | Liberia                                                               | Amichevole                                                            | -                                                                     | 59’                                                                   |
| 1-9-2021                                                              | Il Cairo                                                              | Egitto                                                                | 1 – 0                                                                 | Angola                                                                | Qual. Mondiali 2022                                                   | -                                                                     |                                                                       |
| 5-9-2021                                                              | Franceville                                                           | Gabon                                                                 | 1 – 1                                                                 | Egitto                                                                | Qual. Mondiali 2022                                                   | -                                                                     | 73’                                                                   |
| 30-9-2021                                                             | Alessandria d'Egitto                                                  | Egitto                                                                | 2 – 0                                                                 | Liberia                                                               | Amichevole                                                            | -                                                                     | 52’                                                                   |
| 11-10-2021                                                            | Bengasi                                                               | Libia                                                                 | 0 – 3                                                                 | Egitto                                                                | Qual. Mondiali 2022                                                   | -                                                                     | 75’                                                                   |
| Totale                                                                |                                                                       | Presenze                                                              | 12                                                                    |                                                                       | Reti                                                                  | 1                                                                     |                                                                       |